# Leroy Anderson
Leroy Anderson (Cambridge (Massachusetts), 29 juni 1908 – Woodbury (Connecticut) 18 mei 1975) was een Amerikaans componist en dirigent. Alhoewel hij een klassieke opleiding volgde, werd hij - volgens John Williams - een meester in de lichte muziek. Zijn bekendste werk is The Typewriter, een compositie voor orkest waarin hij het getik en het belletje van de typemachine verwerkte.

## Biografie
Leroy (met de klemtoon op de laatste lettergreep) werd geboren in een familie van Zweedse komaf. Zijn moeder, organiste, vormde de basis van zijn muzikale carrière door hem pianolessen te geven. Hij ging later piano studeren aan het New England Conservatory of Music in Boston. In 1925 ging Anderson uiteindelijk studeren aan Harvard en kreeg daar lessen van Walter Spalding in muziektheorie. Hij studeerde contrapunt bij Edward Ballantine, harmonie bij George Enescu, compositie bij Walter Piston, orgel bij Henry Gideon en contrabas bij Gaston Dufresne van het Boston Symphony Orchestra. In 1929 werd hij Bachelor en in 1930 studeerde hij af als Master of Arts.
Behalve in muziek had Anderson interesse in taal. Hij ging verder studeren: Germaanse en Scandinavische talen: Zweeds, Deens, Noors, IJslands en Oudnoords. Hij bleek een talenknobbel te hebben want later bleek Anderson vloeiend Engels, Noors, IJslands, Frans, Italiaans en Portugees te spreken. Gedurende zijn verblijf aan de universiteit begon daar zijn loopbaan buiten schooltijd. Hij was organist en koorleider in twee kerken (Cambridge en East Milton, Massachusetts), dirigent van de Harvard University Band en leraar muziek op Radcliffe College. Hij dirigeerde en arrangeerde ook voor andere orkesten / ensembles in de omgeving van met name Boston. Zijn talent op laatstgenoemd gebied kwam onder de aandacht van Arthur Fiedler, die hem om composities vroeg. Dat werd Jazz Pizzicato (1938). Dat was niet voldoende en Anderson schreef daarom Jazz Legato (1939) als aanvulling.
In 1942 ging Anderson in het Amerikaanse leger en werd hij gestationeerd op IJsland als vertaler en tolk. Later kwam hij terecht in het Pentagon (1945) als leider van de Inlichtingendienst afdeling Scandinavië. Ondertussen ging hij door met componeren met als tijdelijk hoogtepunt The Syncopated Clock. Hij werd nog opgeroepen voor de Koreaanse Oorlog. Hij was namelijk reserveofficier. In 1951 kwam de compositie Blue Tango van hem in de hitlijsten. Het werk bracht het tot nummer 1 in de Billboard-lijst.
Zijn composities spraken vele mensen aan. Na Blue Tango volgden evergreens als Sleigh Ride. Ook heden ten dage herkennen veel mensen direct zijn werk. Zijn composities dienden als herkenningstune van diverse radioprogramma's.
Anderson, een perfectionist, probeerde een klassiek pianoconcert te publiceren (1953) maar bleef er ontevreden over en trok het weer terug. Toen het in 1988 werd herontdekt, werd het wel gepubliceerd en belandde het op de lessenaar van het Cincinnati Pops Orchestra onder leiding van Erich Kunzel. Opnamen volgden, ook later nog.
Een misstap in de carrière van Anderson vormt het genre musical. Hij componeerde slechts één musical, Goldilocks (1958), hetgeen een organisatorische ramp werd. Hij schreef daarna geen musicals meer. Daarna volgden het eerder genoemde The Typewriter, Bugler’s Holiday (een werk voor bugels en kornetten, een bugel is een klaroen of signaalhoorn, waarop alleen natuurtonen geblazen kunnen worden) en A Trumpeter's Lullaby, destijds klassiekers binnen het genre en nog regelmatig uitgevoerd door beroeps- en amateurorkesten.
Anderson stond tot zijn dood geregeld voor het Boston Pops Orchestra waarmee hij concerteerde en elpees opnam. Sommige albums uit het eind van de jaren 50 begin jaren 60 waren dermate populair dat er compact discs van volgden.
Anderson heeft een ster aan de Hollywood Walk of Fame en werd postuum opgenomen in de Songwriters Hall of Fame, in 1988. Zijn muziek heeft in het repertoire van populair-klassieke orkesten een vaste plaats veroverd.
De originele werken van Anderson zijn in de laatste jaren opnieuw uitgegeven op compact discs. Erich Kunzel en andere dirigenten hebben ook nieuwe opnamen gemaakt. In 2008 hebben Leonard Slatkin en het BBC Concert Orchestra het volledige werk van Anderson op Naxos Records opgenomen.

## Oeuvre
- Alma Mater (1954)
- Arietta (1962)
- Balladette (1962)
- Belle of the Ball (1951)
- Birthday Party (1970)
- Blue Tango (1951)
- Bugler's Holiday (1954)
- Cambridge Centennial March of Industry (1946)
- The Captains and the Kings (1962)
- Chatterbox (1966)
- Chicken Reel (1946)
- China Doll (1951)
- A Christmas Festival (1950) (9:00)
- A Christmas Festival (1952) (5:45)
- Clarinet Candy (1962)
- Classical Jukebox (1950)
- Concerto in C Major for Piano and Orchestra (Pianoconcert in C groot) (1953)
- The Cowboy and his Horse (1966)
- Do You Think That Love Is Here To Stay? (1935)
- Easter Song (194-)
- Fiddle Faddle (1947)
- The First Day of Spring (1954)
- Forgotten Dreams (1954)
- The Girl in Satin (1953)
- The Golden Years (1962)
- Goldilocks
  - Goldilocks Overture (1958)
  - Come to Me (1958)
  - Guess Who (1958)
  - Heart of Stone (Pyramid Dance) (1958)
  - He'll Never Stray (1958)
  - Hello (1958)
  - If I Can't Take it With Me (1958)
  - I Never Know When to Say When (1958)
  - Lady in Waiting (1958)
  - Lazy Moon (1958)
  - Little Girls (1958)
  - My Last Spring (1958)
  - Save a Kiss (1958)
  - Shall I Take My Heart and Go? (1958)
  - Tag-a-long Kid (1958)
  - The Pussy Foot (1958)
  - Town House Maxixe (1958)
  - Who's Been Sitting in My Chair? (1958)
- Governor Bradford March (1948)
- Harvard Fantasy (1936)
- Hens and Chickens (1966)
- Home Stretch (1962)
- Horse and Buggy (1951)
- The Irish Suite (1947 & 1949)
  - The Irish Washerwoman (1947)
  - The Minstrel Boy (1947)
  - The Rakes of Mallow (1947)
  - The Wearing of the Green (1949)
  - The Last Rose of Summer (1947)
  - The Girl I Left Behind Me (1949)
- Jazz Legato (1938)
- Jazz Pizzicato (1938)
- Love May Come and Love May Go (1935)
- Lullaby of the Drums (1970)
- March of the Two Left Feet (1970)
- Melody on Two Notes (1966)
- Mother's Whistler (1940)
- The Music in My Heart (1935)
- An Old Fashioned Song (196-)
- Old MacDonald Had a Farm (1947)
- The Penny Whistle Song (1951)
- The Phantom Regiment (1951)
- Piece for Rolf (1961)
- Plink, Plank, Plunk! (1951)
- Promenade (1945)
- Sandpaper Ballet (1954)
- Saraband (1948)
- Scottish Suite (1954)
  - The Bluebells of Scotland
  - Turn Ye To Me
- Second Regiment Connecticut National Guard March (1973)
- Serenata (1947)
- Sleigh Ride (1948)
- Song of Jupiter (1951)
- Song of the Bells (1953)
- Suite of Carols (Strings) (1955)
- Suite of Carols (Brass) (1955)
- Suite of Carols (Woodwinds) (1955)
- Summer Skies (1953)
- The Syncopated Clock (1945)
- Ticonderoga March (1939)
- To a Wild Rose (1970) (gebaseerd op het lied van Edward MacDowell)
- A Trumpeter's Lullaby (1949)
- The Typewriter (1950)
- You Can Always Tell a Harvard Man (1962)
- Waltz Around the Scale (1970)
- The Waltzing Cat (1950)
- Wedding March for Jane and Peter (1972)
- What's the Use of Love? (1935)
- The Whistling Kettle (1966)
- Woodbury Fanfare (1959)

## Discografie
Opnamen van de componist (Noord-Amerikaanse)
- Leroy Anderson's Irish Suite (Decca DL 4050; 1952)
- Leroy Anderson conducts Blue Tango and other Favorites (Decca DL 8121; 1958)
- A Christmas Festival (Decca DL 78925 (s); 1959)
- Leroy Anderson conducts Leroy Anderson (Decca DL 78865 (s); 1959)
- Leroy Anderson conducts His Music (Decca DL 78954 (s); 1960)
- The New Music of Leroy Anderson (Decca DL 74335 (s); 1962)
- The Leroy Anderson Collection (Digitally remastered from original Decca analog recordings) (MCA Classics MCAD2-9815-A&B; 1988)
- The Best of Leroy Anderson: Sleigh Ride (Digitally remastered from original Decca analog master recordings) (MCA Classics MCAD -11710; 1997)

## Eerbewijzen en prijzen
- Phi Beta Kappa, verkozen in June 17 1929.[5]
- Dirigent, Harvard University Band 1929, 1931-1935[6]
- Gouden plaat, Blue Tango, 1952
- Lid, Raad van Bestuur ASCAP, New York, New York 1960-1964
- Lid, Afdeling Muziek Harvard University, Cambridge, Massachusetts 1962-1968
- Eervolle bemelding, American Bandmaster Association, March 10 1966
- Lid, Raad van Bestuur van de volgende symfonie orkesten:
  - New Haven, Connecticut 1969-1975
  - Hartford, Connecticut 1971-1975
- Eredoctoraat (Ph.D), Portia Law School, Boston, Massachusetts June 1971
- Eredoctoraat (Ph.D), Western New England College, Springfield, Massachusetts May 1974
- Ster op Hollywood Walk of Fame, 1976[7]
- Benoemd in de Songwriters Hall of Fame, April 18 1988[8]
- Anderson Band Center, Cambridge, Massachusetts, Harvard University, ingewijd 26 oktober 1995[9]
- Leroy Anderson Square, Cambridge, Massachusetts, ingewijd 31 mei 2003[10]